# 2,2,4,4-tetrametil-1,3-ciclobutanodiol
El 2,2,4,4-tetrametil-1,3-ciclobutanodiol es un diol alifático de fórmula molecular C8H16O2.
Su estructura comprende un anillo de ciclobutano con dos grupos hidroxilo (-OH) en los extremos opuestos del mismo (posiciones 1 y 3). Unidos a cada una de las dos posiciones restantes (2 y 4) hay dos grupos metilo (-CH3).
Los carbonos de las posiciones 1 y 3 del anillo son asimétricos, lo que convierte al 2,2,4,4-tetrametil-1,3-ciclobutanodiol en una molécula quiral con dos esteroisómeros, cis y trans.

## Propiedades físicas y químicas
El 2,2,4,4-tetrametil-1,3-ciclobutanodiol es un polvo cristalino blanco cuyo punto de fusión es 127 °C y su punto de ebullición 220 °C.
Posee una densidad ligeramente superior a la del agua, 1,017 g/cm³.
El valor estimado del logaritmo de su coeficiente de reparto, logP ≃ 1,1, denota una solubilidad mayor en disolventes apolares, como el 1-octanol, que en agua. Su solubilidad estimada en agua es de 6,7 g/L.

En cuanto a su estabilidad, este compuesto es incompatible con agentes oxidantes fuertes.

## Síntesis
La síntesis del 2,2,4,4-tetrametil-1,3-ciclobutanodiol implica la pirólisis de anhídrido isobutírico seguida de la hidrogenación de la 2,2,4,4-tetrametilciclobutanodiona resultante. 
En la actualidad, el método empleado para producir este diol sigue este esquema. En un primer paso se convierte el ácido isobutírico, o su anhídrido, en cetona. A continuación, esta se dimeriza para crear un anillo de cuatro miembros con dos grupos cetona, que después se hidrogena formándose el diol. Este último paso se lleva a cabo por hidrogenación catalítica con catalizadores de rutenio, níquel o rodio. La hidrogenación del anillo de dicetona da como resultado ambos isómeros, cis y trans. El procedimiento de producción de este diol se puede esquematizar de la siguiente manera:

## Usos
El 2,2,4,4-tetrametil-1,3-ciclobutanodiol se utiliza como monómero para la producción de polímeros. Actualmente este diol se investiga como alternativa al bisfenol A (BPA). Este último compuesto es un precursor utilizado en la producción de una amplia gama de polímeros que incluyen policarbonatos, poliésteres, polisulfonas y cetonas poliéster.
La controversia suscitada por el uso del BPA se relaciona, en última instancia, con su capacidad disruptiva endocrina.
Al igual que el BPA, el 2,2,4,4-tetrametil-1,3-ciclobutanodiol es un diol con una estructura adecuada para la fabricación de poliésteres, dado que su anillo es lo suficientemente rígido para evitar que los dos grupos -OH formen estructuras cíclicas. Pero a diferencia del BPA, no existe evidencia de que el 2,2,4,4-tetrametil-1,3-ciclobutanodiol tenga efectos carcinogénicos o tóxicos.
Por otra parte, el 2,2,4,4-tetrametil-1,3-ciclobutanodiol posee ciertas ventajas potenciales en relación con el BPA como componente básico en la producción de poliésteres, pues es muy estable a nivel térmico y mecánico.
Los poliésteres preparados a partir de 2,2,4,4-tetrametil-1,3-ciclobutanodiol son materiales rígidos, pero su combinación con otros dioles flexibles da como resultado materiales con alta resistencia al impacto, estabilidad térmica, buena estabilidad fotooxidativa y transparencia.
Como beneficio adicional, los polímeros derivados de 2,2,4,4-tetrametil-1,3-ciclobutanodiol tienen una alta ductilidad.
Como ejemplo, este diol se utiliza en copoliésteres empleados para moldear por soplado artículos huecos, como botellas o recipientes, donde es importante que las paredes laterales tengan un grosor uniforme;
también en resinas de poliéster insaturadas, útiles en revestimientos cuya superficie está constantemente expuesta a líquidos orgánicos o acuosos.

## Precauciones
El 2,2,4,4-tetrametil-1,3-ciclobutanodiol es un producto irritante para piel y ojos. Es también un compuesto combustible cuyo punto de inflamabilidad es 51 °C.